# Хотиславский сельсовет
Хоти́славский сельсове́т (белор. Хаціслаўскі сельсавет) — административная единица на территории Малоритского района Брестской области Беларуси. Административный центр — агрогородок Хотислав.

## История
Образован 12 октября 1940 года в составе Малоритского района Брестской области БССР. С 25 декабря 1962 года по 6 января 1965 года в Брестском районе.
В 2013 году в состав сельсовета были включены деревни Замшаны и Толочно упразднённого Малоритского сельсовета.

## Состав
Хотиславский сельсовет включает 6 населённых пунктов:
- Замшаны — деревня.
- Мельники — деревня.
- Отчин — деревня.
- Сушитница — деревня.
- Толочно — деревня.
- Хотислав — агрогородок.

Упразднённые населённые пункты на территории сельсовета:
- Заричка — хутор.